# Ткаленко, Руслан Геннадиевич
Руслан Геннадиевич Ткаленко (род. 13 ноября 1992, Николаевка, Сумская область) — украинский биатлонист, участник Кубка мира, бронзовый призёр зимней Универсиады, неоднократный чемпион Украины, двукратный бронзовый призёр чемпионата Европы.

## Карьера
Занимается биатлоном с 2005 года. Представляет город Чернигов. Личный тренер — Зоц Николай Николаевич.

### Юниорская карьера
На чемпионате мира среди юниоров 2012 года в Контиолахти лучшим результатом стало 28-е место в спринте. На юниорском чемпионате мира 2013 года в Обертиллиахе стал шестым в индивидуальной гонке, а в спринте и гонке преследования финишировал 19-м. Бронзовый призёр чемпионата Европы среди юниоров 2013 года в смешанной эстафете в составе сборной Украины вместе с Аллой Гиленко, Юлией Журавок и Артёмом Тищенко, в личных видах на этом турнире лучшим результатом стало шестое место в индивидуальной гонке.

### Взрослая карьера
В сезоне 2012/13 дебютировал в Кубке IBU на этапе в Отепя, стал 36-м в индивидуальной гонке. Лучший результат в Кубке IBU в личных видах — третье место в спринте на этапе в Брезно в сезоне 2015/16, в том же сезоне становился победителем в смешанной эстафете на этапе в Арбере.
На этапах Кубка мира дебютировал 17 января 2014 года в Антерсельве, где стал 70-м в спринте. Принимал участие в чемпионате мира 2016 года в Хольменколлене, стартовал только в одном виде программы — индивидуальной гонке, где занял 38-е место и набрал свои первые очки в зачёт Кубка мира.
Бронзовый призёр Универсиады 2015 в смешанной эстафете.
На чемпионате Украины 2016/17 стал трёхкратным победителем в спринте, гонке преследования и эстафете.
4 марта 2017 года на 7-м этапе кубка IBU в Контиолахти стал бронзовым призёром в спринте, пройдя гонку без промахов, отстав от победителя Александра Поварницына (Россия) на 6,5 сек.